# Intranet

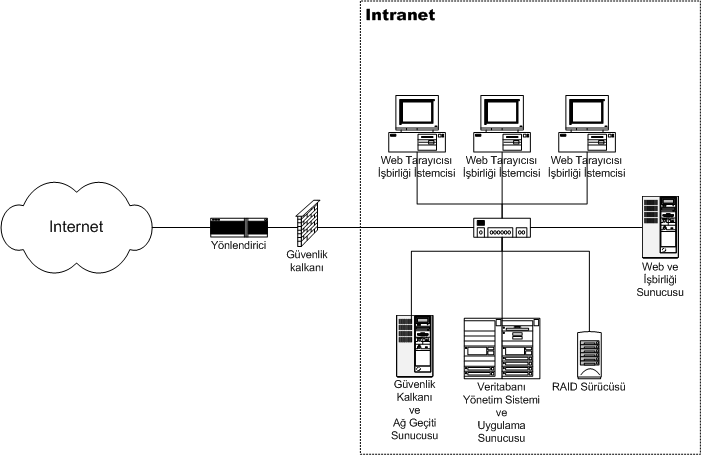
Exemplo de uma rede intranet

A intranet é uma rede de computadores privada que assenta sobre a suíte de protocolos da Internet, porém, de uso exclusivo de um determinado local, como, por exemplo, a rede de uma empresa, que só pode ser acessada pelos seus utilizadores ou colaboradores internos.
Pelo fato, a sua aplicação a todos os conceito empregam-se à intranet, como, por exemplo, o paradigma de cliente-servidor. Para tal, a gama de endereços IP reservada para esse tipo de aplicação situa-se entre 192.168.0.0 até 192.168.255.255.
A partir  da década de 90, período em que esse termo foi conhecido, a Intranet foi a precursora em alterar o processo de comunicação interna  nas organizações, pois é uma plataforma responsável por colaborar com o alinhamento dos processos de um negócio, como fluxo de caixa, sistema de gerenciamento de documentos, entre outros.
Dentro de uma empresa, todos os departamentos possuem alguma informação que pode ser trocada com os demais setores, podendo cada sessão ter uma forma direta de se comunicar com as demais, o que se assemelha muito com a conexão LAN (Local Area Network), que, porém, não emprega restrições de acesso.
O termo foi utilizado pela primeira vez em 19 de Abril de 1995, num artigo de autoria técnica de Stephen Lawton, na Digital News & Reviews.

## Aplicabilidade
Vejamos alguns exemplos de aplicabilidade da intranet numa empresa, para que possamos compreender melhor:
- Um departamento de tecnologia disponibiliza aos seus colaboradores um sistema de abertura de chamada técnica;
- Um departamento de RH anuncia vagas que estão  disponíveis internamente;
- Um departamento de pessoal disponibiliza formulários de alteração de endereço, vale transporte, etc;
- Um diretor em reunião em outro país, acedendo os dados corporativos da empresa, por meio de uma senha de acesso.

## Objetivo
A intranet é um dos principais veículos de comunicação em corporações. Por ela, o fluxo de dados (centralização de documentos, formulários, notícias da empresa, etc) é constante, pretendendo reduzir os custos e ganhar velocidade na divulgação e distribuição de informações.
Apesar do seu uso interno, acessando aos dados corporativos, a intranet permite que computadores localizados numa filial, se conectados à internet com uma senha, acessem conteúdos que estejam na sua matriz. Ela cria um canal de comunicação direto entre a empresa e os seus funcionários/colaboradores, tendo um ganho significativo em termos de segurança.

## Benefícios do seu uso
Veja abaixo a lista de benefícios ocasionada pela aplicabilidade da Intranet: 
- Proporciona melhorias na comunicação entre empresa e seus colaboradores;

- Auxilia no desempenho das atividades internas, pois reduz o custo e economiza o tempo empregado nas realização das atividades diárias;

- Coloca os usuários no controle de suas próprias informações;

- A sua implementação é feita de forma  bem rápida, e de fácil aplicação;

- Facilita a coordenação e a cooperação da equipe de trabalho;

- Promove a eficiência operacional, pois as informações são disponibilizadas muito rapidamente e com exatidão;

- Otimiza a comunicação com os fornecedores e clientes da empresa;
- Ajuda na organização de pastas e documentos utilizados internamente.

## Diferenças entre termos comuns
- LAN: É uma rede local onde dois ou mais computadores se conectam ou até mesmo dividem o mesmo acesso à internet. Neste tipo de rede, os hosts se comunicam entre si e com o resto do mundo sem "nenhum" tipo de restrição. A  Lan é responsável por   permitir a interconexão de equipamentos de comunicação de dados dentro de uma área específica,[3] geralmente cobrindo uma área pré-estabelecida, como um ambiente de um escritório ou um edifício. A sua principal funcionalidade é a conexão de dispositivos, utilizadas com o objetivo  de melhorar a eficiência e a produtividade no local em que está inserida, possibilitando um ambiente de trabalho mais integralizado e cooperativo.
- Internet: É um conglomerado de redes locais, interconectadas e espalhadas pelo mundo inteiro, através do protocolo de internet facilitando o fluxo de informações espalhadas por todo o globo terrestre. Ela pode  ser considerada a maior rede de computadores do mundo,  sendo que a a sua estrutura é composta por um conjunto heterogêneo de máquinas, que se comunicam entre si. Essa comunicação é feita a partir de protocolos de redes, definidos como um conjunto de normas que são encarregados  de permitir que, qualquer máquina conectada à internet, possa se comunicar com uma outra outra, desde que, ela também esteja conectada a rede. As informações podem ser compartilhadas através de textos, imagens, sons ou vídeos, que por sua vez atinge um público muito diferenciado, pois podem ser acessadas livremente, em qualquer lugar do mundo e  por qualquer tipo de pessoa.
- Intranet: É uma rede interna, utilizado especificamente no mundo corporativo. Neste tipo de conexão, o acesso ao conteúdo é geralmente restrito, assim, somente é possível acessá-lo através de esquemas especiais de segurança (ex.: sistemas de bancos, supermercados, etc). A intranet é uma versão particular da internet, podendo ou não estar conectada à mesma. Ela é muito utilizada nas empresas, pois, através da  implementação da mesma, pode-se obter diversos benefícios, dentre eles, a eficiência na realização das atividades, a partir da otimização do tempo e integração dos demais setores envolvidos.[2]
- Extranet: Esse termo é usado para se referir a uma rede de computadores, que por sua vez,  faz uso da Internet para compartilhar uma parte do seu sistema de informação, de forma segura, para usuários externos.[4] Permite-se o acesso externo às bases corporativas, disponibilizando somente dados para fins específicos para representantes, fornecedores ou clientes de uma empresa. Outro uso comum do termo extranet ocorre na designação da "parte privada" de um site, onde apenas os utilizadores registrados (previamente autenticados com o seu login e senha) podem navegar. Por exemplo, um cliente acedendo somente aos seus dados específicos num extrato bancário on-line. Uma outra exemplificação do uso desse termo, é quando a organização possui um projeto educacional, e oferece uma plataforma de cursos, a fim de contribuir com  partes dos usuários externos específicos. Em suma, um dos vários benefícios da utilização do termo citado, pode-se destacar o contato mais próximo de  fornecedores, clientes e parceiros, podendo contribuir  com o crescimento do negócio.
- Rede Livre: Rede feita colaborativamente por comunidades. Normalmente é uma LAN aberta ao público.

## Comparação entre as tecnologias
O quadro abaixo mostra uma comparação feita entre as tecnologias citadas e os serviços prestados.
|                         | Internet | Intranet | Extranet |
| ----------------------- | -------- | -------- | -------- |
| Acesso Restrito         | Não      | Sim      | Sim      |
| Comunicação Instantânea | Sim      | Sim      | Sim      |
| Comunicação Externa     | Sim      | Não      | Sim      |
| Partilha de Impressoras | Não      | Sim      | Não      |
| Partilha de Dados       | Sim      | Sim      | Sim      |
| Rede Local (LAN)        | Não      | Sim      | Não      |